# Marathon van Los Angeles 2004
De marathon van Los Angeles 2004 vond op 7 maart 2004 plaats in Los Angeles. Het was de negentiende editie van dit evenement. In totaal finishten 17.306 lopers de wedstrijd, waarvan 6382 vrouwen. 
De wedstrijd werd bij de mannen gewonnen door de Keniaan David Kirui in 2:13.41. Bij de vrouwen was het voor de tweede keer op rij de Oekraïense Tatyana Pozdnyakova, die de finish als eerste passeerde, ditmaal in 2:30.17.

## Wedstrijd
Mannen
| rang   | naam             | land | tijd    |
| ------ | ---------------- | ---- | ------- |
| Goud   | David Kirui      | KEN  | 2:13.41 |
| Zilver | Simon Wangai     | KEN  | 2:13.57 |
| Brons  | Matthew Birir    | KEN  | 2:14.25 |
| 4      | Onesmus Kilonzo  | KEN  | 2:14.49 |
| 5      | Wilson Kibet     | KEN  | 2:15.15 |
| 6      | Richard Maiyo    | KEN  | 2:16.04 |
| 7      | Charles Kibiwott | KEN  | 2:16.10 |
| 8      | David Ngetich    | KEN  | 2:16.21 |
| 9      | João N'Tyamba    | ANG  | 2:18.12 |
| 10     | Henry Serem      | KEN  | 2:20.04 |

Vrouwen
| rang   | naam                   | land | tijd    |
| ------ | ---------------------- | ---- | ------- |
| Goud   | Tatyana Pozdnyakova    | UKR  | 2:30.17 |
| Zilver | Tatiana Titova         | RUS  | 2:33.39 |
| Brons  | Živilė Balčiūnaitė     | LTU  | 2:34.41 |
| 4      | Anna Pichrtova         | CZE  | 2:35.12 |
| 5      | Anatasia Nbereba       | KEN  | 2:35.20 |
| 6      | Lioudmila Kortchaguina | RUS  | 2:36.13 |
| 7      | Silvia Skvortsova      | RUS  | 2:40.39 |
| 8      | Beatrice Omwansa       | KEN  | 2:41.51 |
| 9      | Maria Portilla         | USA  | 2:48.18 |
| 10     | Brenda Terry           | USA  | 3:14.12 |

1986 ·
1987 ·
1988 ·
1989 ·
1990 ·
1991 ·
1992 ·
1993 ·
1994 ·
1995 ·
1996 ·
1997 ·
1998 ·
1999 ·
2000 ·
2001 ·
2002 ·
2003 ·
2004 ·
2005 ·
2006 ·
2007 ·
2008 ·
2009 ·
2010 ·
2011 · 
2012 ·
2013 ·
2014 ·
2015 ·
2016 ·
2017